# 国際連合安全保障理事会決議207
国際連合安全保障理事会決議207（こくさいれんごうあんぜんほしょうりじかいけつぎ207、英: United Nations Security Council Resolution 207）は、1965年8月10日に国際連合安全保障理事会で採択された決議である。キプロス問題に関係する。
安保理は、キプロスにおける直近の動向によりキプロス島で緊張が高まっているというウ・タント国際連合事務総長の報告を受けて、決議186を再確認した上で、すべての当事国に対して情勢を悪化させるような行動を一切控えるように要求した。